# Wybrzeże Wilkinsa

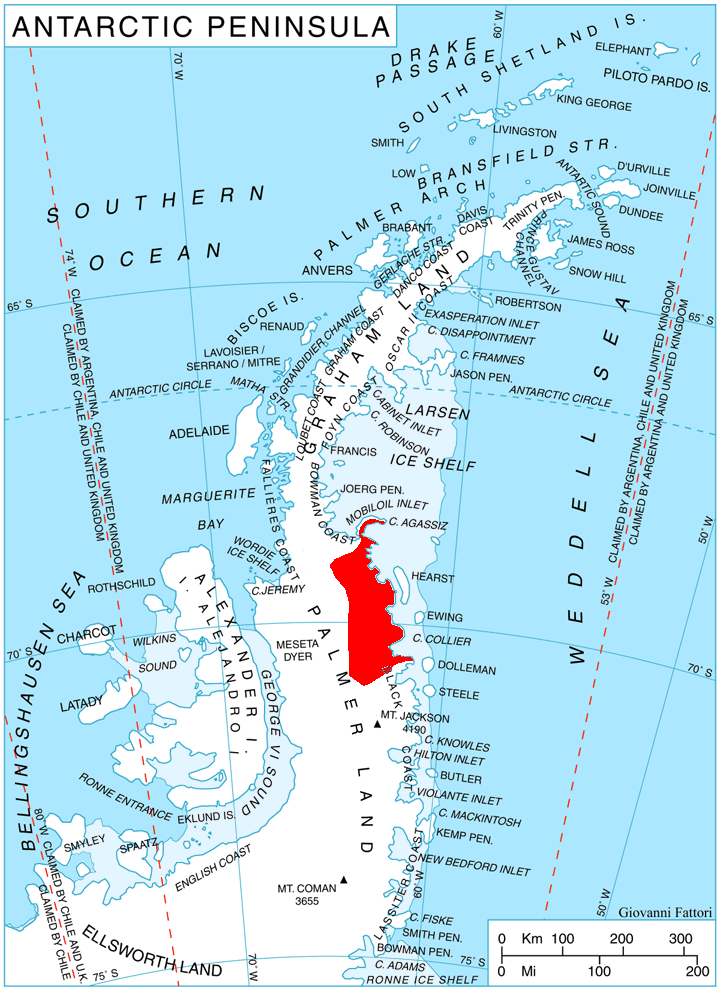
Wybrzeże na mapie Półwyspu Antarktycznego

Wybrzeże Wilkinsa (ang. Wilkins Coast, hiszp. Costa Wilkins) – część wschodniego wybrzeża Ziemi Palmera na Półwyspie Antarktycznym, pomiędzy Wybrzeżem Bowmana (Ziemia Grahama) a Wybrzeżem Blacka.
Granice tego wybrzeża wyznaczają przylądek Agassiz i przylądek Boggs. Wybrzeże zostało nazwane przez Komitet doradczy ds. nazewnictwa Antarktyki na cześć Huberta Wilkinsa, pioniera lotów badawczych na Antarktydzie, który przeleciał nad tym obszarem w grudniu 1928 roku.